# نادي تيخوانا
نادي تيخوانا (بالإسبانية: Club Tijuana) هو نادي كُرَة قَدَم مكسيكي مُحترف يقع في مدينة تيخوانا، باخا كاليفورنيا. تأسس النادي في 7 يناير 2007، ويلعب حاليًا في الدوري المكسيكي الممتاز. يُعرف النادي باسم "زولويس" (Xolos) نسبةً إلى سلالة كلاب الزولويتزكواينتلي المكسيكية الأصيلة.

## التاريخ
تأسس النادي عام 2007 بدعم من مجموعة كاليينتي، وبدأ في دوري الدرجة الثانية المكسيكي. حقق الصعود للدرجة الأولى عام 2011 بعد فوزه ببطولة دوري التراسا (Liga de Ascenso).

### الإنجازات البارزة
- الدوري المكسيكي الممتاز:
  - البطل (1): الأبرتورا 2012
  - الوصيف (1): الكلوزورا 2018
- كوبا إم إكس:
  - نصف النهائي: 2016-2017

## المشاركات القارية
شارك النادي في كأس ليبرتادوريس مرة واحدة عام 2013، حيث:
- تأهل لدور الثمانية بعد تصدره للمجموعة الثامنة
- خسر أمام أتلتيكو مينيرو البرازيلي (2-1 في تيخوانا، 1-2 في بيلو هوريزونتي) وخرج بقاعدة الأهداف الخارجية.

## الملعب

ملعب كاليينتي

يلعب الفريق مبارياته على ملعب كاليينتي الذي يتسع لـ27,333 متفرج. تم تجديده بالكامل عام 2012 لاستضافة مباريات الدرجة الأولى.

## الجمهور والمنافسات
يتمتع النادي بقاعدة جماهيرية كبيرة في شمال المكسيك وجنوب كاليفورنيا الأمريكية. منافسته الرئيسية هي مع سانتوس لاغونا وتُعدر باسم "كلاسيكو الشمال".

## وصلات خارجية
- الموقع الرسمي
- Club Tijuana على موقع الدوري المكسيكي